# 外科系集中治療室
外科系集中治療室(げかけいしゅうちゅうちりょうしつ、英:Surgical Intensive Care Unit、SICU)とは、外科手術を受けた後(特に全身麻酔後)に、患者さんの状態を細心の注意をもって見守る必要がある場合に、集中的な治療とケアを提供する専門の病棟である。英語ではSurgical Intensive Care Unitと呼び、日本ではSurgical Intensive Care Unitの太文字を取り、SICUと省略する場合がある。

## 概要
- 生命の危機にある重症患者を、24時間の濃密な観察のもとに、先進医療技術を駆使して集中的に治療する。
- 集中治療のために濃密な診療体制とモニタリング用機器、ならびに生命維持装置などの高度の診療機器を整備した診療単位。

## 設置条件
外科系集中治療室は集中治療室（ICU）と設備条件が同じ。

## 設備
出典: 
- 緊急蘇生装置
- 除細動器
- ペースメーカー
- 心電計
- ポータブルX線撮影装置
- 呼吸循環監視装置